# Michal Švihálek
Michal Švihálek (* 29. dubna 1993 Jindřichův Hradec) je bývalý český hokejový útočník.

## Hráčská kariéra
- 2005-06 HC České Budějovice
- 2006-07 HC Mountfield České Budějovice
- 2007-08 HC Mountfield České Budějovice
- 2008-09 HC Mountfield České Budějovice
- 2009-10 HC Mountfield České Budějovice
- 2010-11 KLH Vajgar Jindřichův Hradec, HC Mountfield České Budějovice
- 2011-12 HC Mountfield České Budějovice
- 2012-13 HC Mountfield České Budějovice, IHC Písek
- 2013-14 Mountfield HK, HC Rebel Havlíčkův Brod
- 2014-15 ČEZ Motor České Budějovice
- 2015-16 ČEZ Motor České Budějovice
- 2016-17 MsHK DOXXbet Žilina
- 2017-18 MsHK DOXXbet Žilina